# Lytocarpia lepida
Lytocarpia lepida är en nässeldjursart som beskrevs av Watson och Vervoort 200. Lytocarpia lepida ingår i släktet Lytocarpia och familjen Aglaopheniidae. Inga underarter finns listade i Catalogue of Life.